# Patrik Carlgren
Patrik Ulf Anders Carlgren (Falun, 1992. január 8. –) svéd válogatott labdarúgó, aki jelenleg a Randers játékosa.

## Pályafutása

### Klubcsapatokban
Felnőtt pályafutását az IK Brage csapatában kezdte meg 2012-ben, de egy szezon után távozott. Az AIK Fotboll csapatának lett a játékosa és 2016 végéig itt szerepelt. 2017 januárjában a dán Nordsjælland alkalmazottja lett. Ugyanebben az évben két évre írt alá a török a Konyaspor csapatához. 2018. július 8-án visszatért Dániába és a Randers játékosa lett.

### A válogatottban
Az U21-es válogatottal részt vett a 2015-ös U21-es labdarúgó-Európa-bajnokságon, amit megnyertek. A felnőtt válogatottban már 2015 végén meghívott kapott, de ekkor még csak a kispadon kapott szerepet. 2016. október 1-jén a Finn labdarúgó-válogatott ellen debütált, majd a 62. percben taktikai okok miatt Jacob Rinne váltotta őt. Tagja volt a 2016-os labdarúgó-Európa-bajnokságon részt vevő keretnek, pályára nem lépett.

## Sikerei, díjai
- Svédország U21
  - U21-es labdarúgó-Európa-bajnokság: 2015